# جودز أوف إيجبت
جودز أوف إيجبت (بالإنجليزية: Gods of Egypt؛ يترجم كـ « آلهة مصر »)‏ هو فيلم فانتازيا أمريكي-أسترالي صدر فبراير 2016 يتحدث عن الالهة القديمة لمصر، من إخراج أليكس بروياس وبطولة كل من نيكولاي كوستر والداو، برينتون ثويتس، شادويك بوسمان، إلودي يونج، كورتني إيتون، روفوس سيويل مع جيرارد بتلر وجيوفري راش.
تم توزيع الفيلم في الشرق الأوسط تحت عنوان كيخز أوف إيجبت (بالإنجليزية: Kings of Egypt؛ يترجم كـ « ملوك مصر »)‏.

## ضجة أحدثها الفيلم
أحدث الفيلم ضجة في الأوساط السينمائية الأمريكية حيث طرح سؤالا مفاده: لماذا كل أدوار الفيلم يلعبها ممثلون بيض وليس هناك حتى ممثل أسمر واحد؟

وكان الفنانون الأمريكيون السمر قد دعوا لجنة الأوسكار إلى حذف الأفلام التي يغيب فيها الممثلون السمر من القائمة القصيرة للأفلام المرشحة لمنح جوائز الأوسكار.

ولم يستطع فيلم «آلهة مصر» - شأنه شأن فيلم «الخروج» - أن يتجنب النقد لاذع من قبل أنصار العدالة العرقية الذين احتجوا على غياب الممثلين السمر في فيلم تدور أحداثه بالذات في القارة الأفريقية.

## طاقم العمل
- نيكولاي كوستر والداو - (حورس)[5]
- برينتون ثويتس - (بيك)[5]
- شادويك بوسمان - (تحوت)[5]
- إيلودي يونغ - (حتحور)[5]
- كورتني إيتون - (زايا)[5]
- روفوس سيويل - (Urshu)[5]
- جيرارد بتلر - (ست)[5]
- جيوفري راش - (رع)[5]
- برايان براون - (أوزيريس)[5]
- رايتشيل بلاك - (إيزيس)[5]
- إيما بوث - (نيفتيس)
- اليكساندر انجلاند -
- جوران دي. كلايت - (أنوبيس)
- يايا دينج - (عشتروت)
- أبي لي كيرشو - (Anat)
- كينيث رانسوم - (أبو الهول)

## الاستقبال النقدي
تلقى الفيلم مراجعات سلبية جدا من قبل النقاد حيث حصل على متوسط 12% على موقع الطماطم الفاسدة بناء على 85 مرجعة، فيما حصل على معدل 24% على موقع ميتاكريتيك بناء على 22 تعليقا،

## الميزانية والإيرادات
حصد الفيلم في افتتاحيته أكثر من 14 مليون دولار، وفي اسبوعه الأول أكمل 15 مليون دولار محليا، لكن إيراداته الإجمالية وصلت (حتى الآن) إلى 132,582,369$، مع ميزانية تعدت 140 مليون دولار.

## وصلات خارجية
- جودز أوف إيجبت على موقع IMDb (الإنجليزية)
- جودز أوف إيجبت على موقع ميتاكريتيك (الإنجليزية)
- جودز أوف إيجبت على موقع روتن توميتوز (الإنجليزية)
- جودز أوف إيجبت على موقع نتفليكس (الإنجليزية)
- جودز أوف إيجبت على موقع قاعدة بيانات الأفلام العربية
- جودز أوف إيجبت على موقع ألو سيني (الفرنسية)
- جودز أوف إيجبت على موقع Turner Classic Movies (الإنجليزية)
- جودز أوف إيجبت على موقع أول موفي (الإنجليزية)
- جودز أوف إيجبت على موقع بوكس أوفيس موجو (الإنجليزية)
- جودز أوف إيجبت على موقع فيلمافينيتي (الإسبانية)